# Hygrochroa iriantha
Hygrochroa iriantha är en fjärilsart som beskrevs av Dyar. Hygrochroa iriantha ingår i släktet Hygrochroa och familjen silkesspinnare. Inga underarter finns listade i Catalogue of Life.